# Hassan El Mouataz
Hassan El Mouataz (Rabat, 21 september 1981) is een Marokkaanse voormalig voetballer.

## Carrière
Hij is een verdediger en speelt in 2007 bij KSC Lokeren. El Mouataz begon op 12-jarige leeftijd te voetballen bij FAR Rabat. In januari 2006 verhuisde hij naar Lokeren, waar hij het eerste halfjaar maar weinig aan spelen toe kwam. Maar ondertussen is hij vaste waarde bij de Waaslanders. In 2013 verliet El Mouataz KSC Lokeren.

## Statistieken
| seizoen   | club             | Land    | klasse             | wedstr | goals |
| --------- | ---------------- | ------- | ------------------ | ------ | ----- |
| 2005-2006 | FAR Rabat        | Marokko | GNF 1              |        |       |
| 2006      | Sporting Lokeren | België  | Jupiler Pro League | 5      | 0     |
| 2006-2007 | Sporting Lokeren | België  | Jupiler Pro League | 25     | 0     |
| 2007-2008 | Sporting Lokeren | België  | Jupiler Pro League | 23     | 2     |
| 2008-2009 | Sporting Lokeren | België  | Jupiler Pro League | 32     | 0     |
| 2009-2010 | Sporting Lokeren | België  | Jupiler League     | 19     | 1     |
| 2009-2010 | Sporting Lokeren | België  | Play-Off II A      | 2      | 0     |
| 2010-2011 | Sporting Lokeren | België  | Jupiler Pro League | 8      | 0     |
| 2011-2012 | Sporting Lokeren | België  | Jupiler Pro League | 15     | 0     |
| 2012-2013 | Sporting Lokeren | België  | Jupiler Pro League | 12     | 0     |
|           |                  |         | Totaal             | 141    | 3     |